# Loxogramme prominens
Loxogramme prominens är en stensöteväxtart som beskrevs av Cornelis Rugier Willem Karel van Alderwerelt van Rosenburgh. Loxogramme prominens ingår i släktet Loxogramme och familjen Polypodiaceae. Inga underarter finns listade.